# Манн, Памела
Паме́ла Манн (англ. Pamela Mann; 1 июля 1957) — бывшая американская порноактриса
 и киноактриса

.

## Биография
Памела Манн родилась 1 июля 1957 года. Начала порнокарьеру в 1980 году и к завершению карьеры в 2008 году, сыграла более, чем в 20-ти видео и эротических фильмах. В 1985 году Манн получила премию AVN Awards в номинации «Лучшая актриса» за работу «X-фактор» (1984). В 1980-е—1990-е годы она также играла в кинофильмах. Также снималась под псевдонимами Пэм Андерсон (Pam Anderson), Отем Джонс (Autumn Jones), Памела Луиз (Pamela Louise) и Памела Мэннинг (Pamela Manning).
Памела замужем за Алексом Манном.